# Natália Guimarães
Natália Guimarães (Juiz de Fora, 1984. december 25. –) brazil modell, színész, televíziós színész és szépségverseny versenyzője. 
A 2007-es Miss Brasil győztese, így ő képviselhette hazáját a Miss Universe 2007-en, ahol ezüstérmet szerzett.